# Monelliopsis pecanis
Monelliopsis pecanis är en insektsart som beskrevs av Bissell 1983. Monelliopsis pecanis ingår i släktet Monelliopsis och familjen långrörsbladlöss. Inga underarter finns listade i Catalogue of Life.